# Hydra (satelit)
Hydra este un satelit natural al lui Pluto, cu un diametru de aproximativ 51 km (32 mi) pe cea mai lungă dimensiune a sa. Este al doilea cel mai mare satelit al lui Pluto, fiind puțin mai mare decât Nix. Hydra a fost descoperit împreună cu Nix de astronomi folosind Telescopul Spațial Hubble pe 15 mai 2005, și a fost numit după Hidra, șarpele din lumea de apo cu nouă capete din mitologia greacă. După distanță, Hydra este al cincilea și cel mai exterior satelit a lui Pluto, orbitând dincolo de al patrulea satelit al lui Pluto, Kerberos.
Hydra are o suprafață foarte reflectorizantă cauzată de prezența gheții, similar cu alți sateliți plutonieni. Reflectivitatea lui Hydra este intermediară, între cele ale lui Pluto și Charon. Sonda spațială New Horizons l-a fotografiat Pluto și pe sateliții săi în iulie 2015 și a trimis mai multe imagini cu Hydra.

## Descoperire

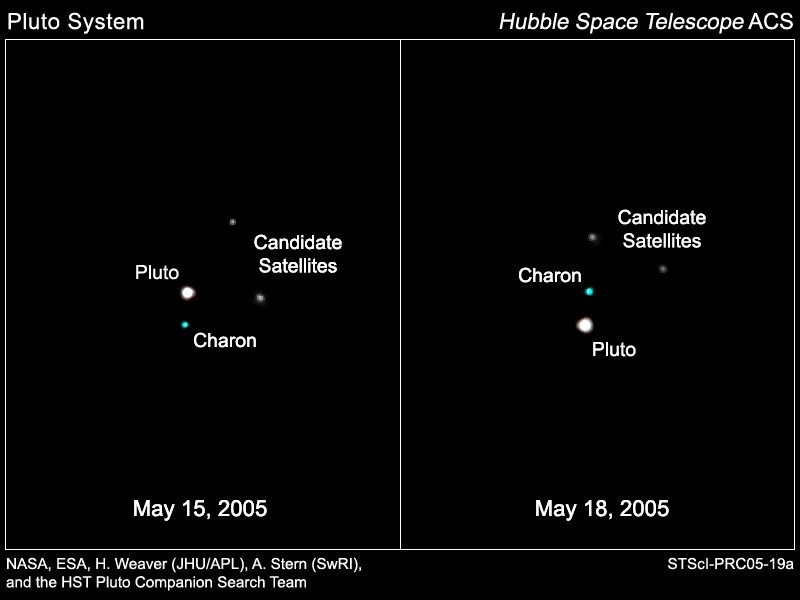
Imaginile de descoperire ale lui Nix și Hydra

Hydra a fost descoperit de cercetătorii echipei Pluto Companion Search Team, formată din Hal A. Weaver și mulți alții implicați în misiunea New Horizons către Pluto, inclusiv Alan Stern și Marc W. Buie. Echipa New Horizons bănuia că Pluto și Charon ar putea fi însoțiți de alți sateliți mai mici nedescoperite anterior, așa că au folosit Telescopul Spațial Hubble pentru a observa sateliții slab strălucitori din jurul lui Pluto. Deoarece luminozitatea lui Hydra este de aproximativ 5.000 de ori mai slabă decât a lui Pluto, au fost făcute imagini cu expunere lungă ale lui Pluto pentru a-l găsi pe Hydra.
Imaginile de descoperire au fost făcute pe 15 mai 2005 și 18 mai 2005. Nix și Hydra au fost descoperite independent de Max J. Mutchler pe 15 iunie 2005 și de Andrew J. Steffl pe 15 august 2005. Descoperirile au fost anunțate pe 31 octombrie 2005, după confirmare prin predescoperire a imaginilor din arhiva Hubble ale lui Pluto din 2002. ei doi sateliți nou anunțați ai lui Pluto au fost ulterior denumiți provizoriu S/2005 P 1 pentru Hydra și S/2005 P 2 pentru Nix. Sateliții au fost denumiți informal ca „P1” și, respectiv, „P2”, de către echipa de descoperire.

## Numire

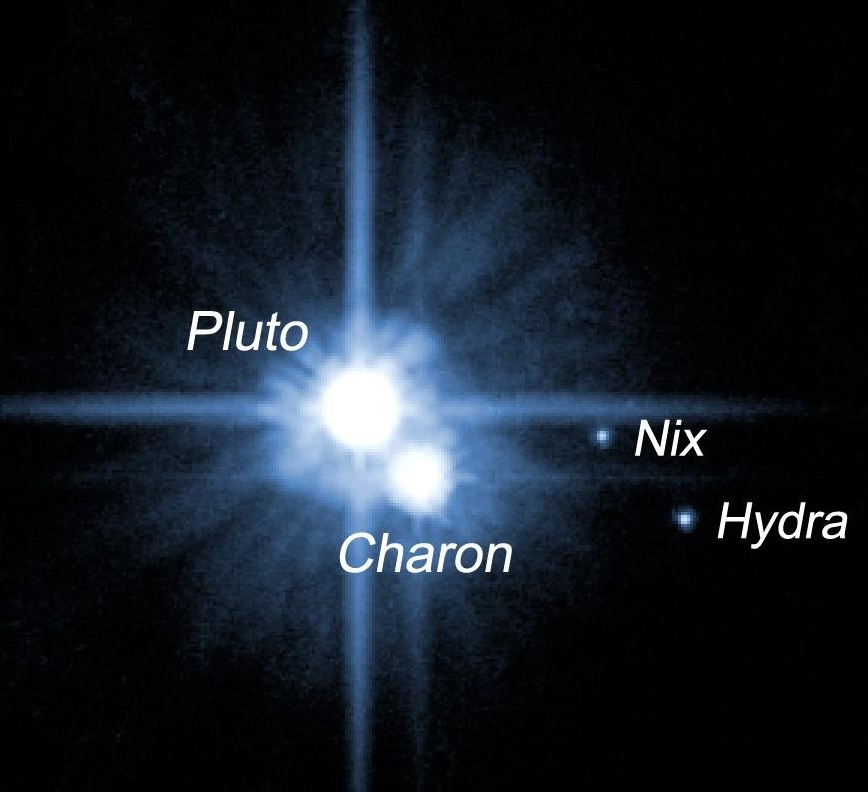
Imagine Hubble cu sateliții lui Pluto (anotată)

Numele Hydra a fost aprobat pe 21 iunie 2006 de Uniunea Astronomică Internațională (IAU) și a fost anunțat împreună cu denumirea lui Nix în Circularul IAU 8723. Hydra a fost numită după Hidra, un șarpe cu nouă capete care s-a luptat cu Heracle în mitologia greacă. În special, cele nouă capete ale Hidrei fac o referire subtilă la fostul statut de a noua planetă al lui Pluto. Cei doi sateliți nou numiți au fost numiți intenționat, astfel încât ordinea inițialelor lor N și H onorează misiunea New Horizons către Pluto, în mod similar cu modul în care primele două litere ale numelui lui Pluto îl onorează pe Percival Lowell. Numele Hydra a fost, de asemenea, ales în mod intenționat, astfel încât inițiala H să onoreze Telescopul Spațial Hubble folosit de Pluto Companion Search Team pentru a-i descoperi pe Hydra și Nix.
Numele formelor de relief de pe corpurile din sistemul Pluto sunt legate de mitologie și de literatura și istoria explorării. În special, numele formelor de relief de pe Hydra trebuie să aibă legătură cu șerpi și dragoni legendari din literatură, mitologie și istorie.

## Origine
Se credea că sateliții mai mici ai lui Pluto, inclusiv Nix, s-au format din resturi aruncate dintr-o coliziune masivă dintre Pluto și un alt obiect din centura Kuiper, asemănător cu modul în care se crede că Luna s-a format din resturi împrăștiate de o coliziune mare a Pământului. Resturile din coliziune ar urma să formeze sateliții lui Pluto. Se credea că Hydra s-a format inițial mai aprape de Pluto, iar orbita sa a suferit modificări prin interacțiuni mareice. În acest caz, Hydra împreună cu sateliții mai mici ai lui Pluto ar fi migrat în exterior împreună cu Charon pe orbitele lor actuale în jurul baricentrului Pluto-Charon. Prin „amortizarea mareică” prin interacțiuni reciproce cu Charon, orbita lui Hydra în jurul baricentrului Pluto-Charon a devenit treptat mai circulară de-alungul timpului. Se crede că Hydra s-a format din două obiecte mai mici fuzionate într-un singur obiect.

## Caracteristici fizice

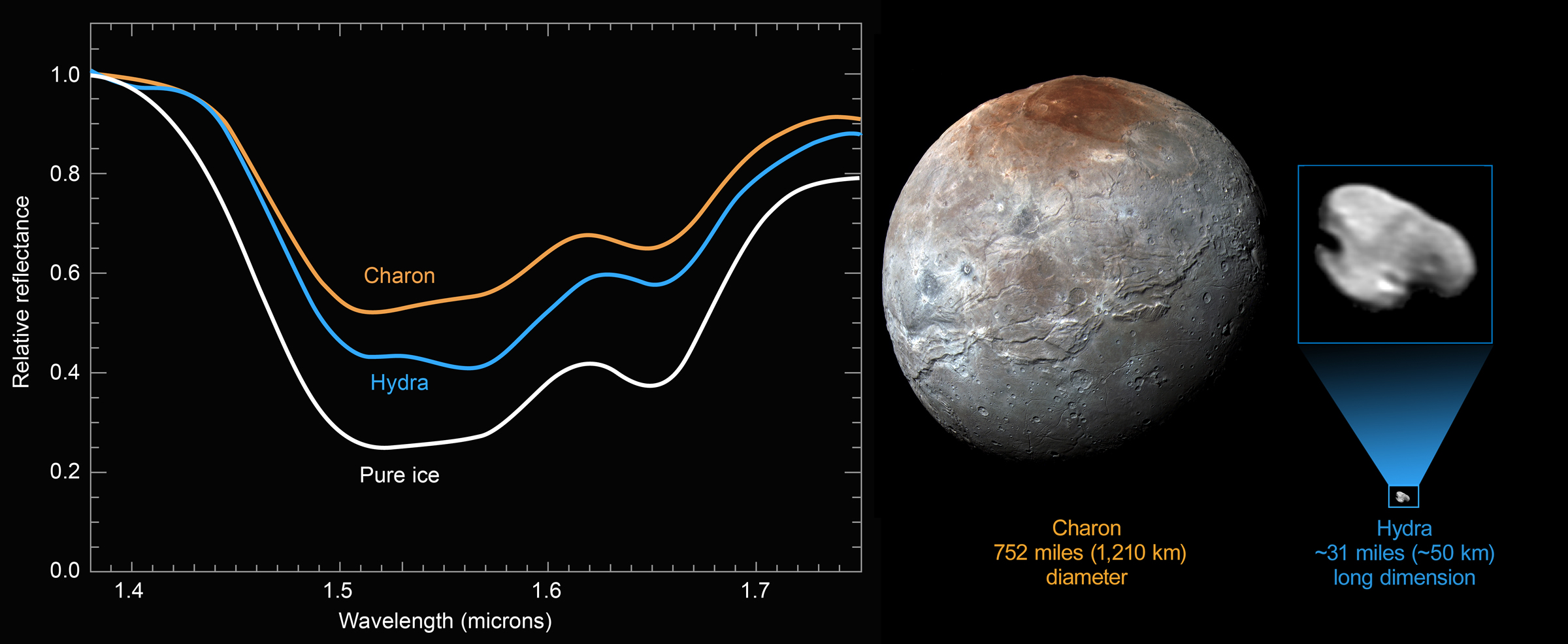
Comparația spectrelor lui Hydra și Charon. Spectrul lui Hydra se potrivește îndeaproape cu cel al gheții pure, care este prezentat pentru comparație.

Hydra are o formă neregulată, măsurând 50,9 km (31,6 mi) de-a lungul axei sale celei mai lungi și de-a lungul celei mai scurte axe 30,9 km (19,2 mi). Aceasta îi conferă lui Hydra dimensiunile măsurate de 50,9 × 36,1 × 30,9 km (31,6 × 22,4 × 19,2 mi).
Suprafața lui Hydra este foarte reflectorizantă datorită prezenței gheții pe suprafața sa. Suprafața lui Hydra afișează un spectru neutru similar cu ceilalți sateliți mici ai lui Pluto, deși spectrul lui Hydra pare puțin mai albastru. Gheața de pe suprafața lui Hydra este relativ pură și nu prezintă o întunecare semnificativă în comparație cu Charon. O explicație sugerează că suprafața lui Hydra este reîmprospătată în mod continuu de impacturi cu micrometeoriți care aruncă material mai întunecat de pe suprafața lui Hydra. Spectrul de suprafață al lui Hydra este ușor albăstrui în comparație cu cel al lui Nix. Explicațiile pentru culoarea albăstruie a lui Hydra sugerează că suprafața lui Hydra are o cantitate mai mare de gheață în comparație cu Nix, ceea ce ar putea explica, de asemenea, albedoul geometric foarte mare al lui Hydra, sau reflectivitatea sa, de 83%.
Derivat din datele de numărare a craterelor de la New Horizons, suprafața lui Hydra este estimată la aproximativ patru miliarde de ani.Cratere mari și adâncituri de pe Hydra sugerează că s-ar putea să fi pierdut o parte din masa inițială din cauza evenimentelor de impact de la formarea sa.

### Rotație
Hydra nu este în rotație sincronă și se rotește haotic ; perioada sa de rotație și înclinația variază rapid de-a lungul perioadelor de timp astronomice, până la punctul în care axa sa de rotație se răstoarnă în mod regulat. Rotația haotică a lui Hydra este cauzată în mare parte de influențele gravitaționale variate ale lui Pluto și Charon în timp ce orbitează în jurul baricentrului lor. Rotația haotică a lui Hydra este, de asemenea, întărită de forma sa neregulată, care creează momente care acționează asupra obiectului. La momentul zborului New Horizons a lui Pluto și a sateliților săi, perioada de rotație a lui Hydra a fost de aproximativ 10 ore, iar axa sa de rotație a fost înclinată cu aproximativ 110 de grade față de orbita sa - se rotea lateral în momentul zborului New Horizons.
Hydra se rotește relativ rapid în comparație cu restul sateliților lui Pluto, care toți au perioade de rotație mai mari de o zi. Această rotație rapidă a lui Hydra este comună printre perioadele de rotație ale majorității obiectelor din centura Kuiper. Materialul de pe suprafața lui Hydra ar putea fi aruncat din cauza forțelor centrifuge dacă s-ar roti mai rapid.

## Orbită

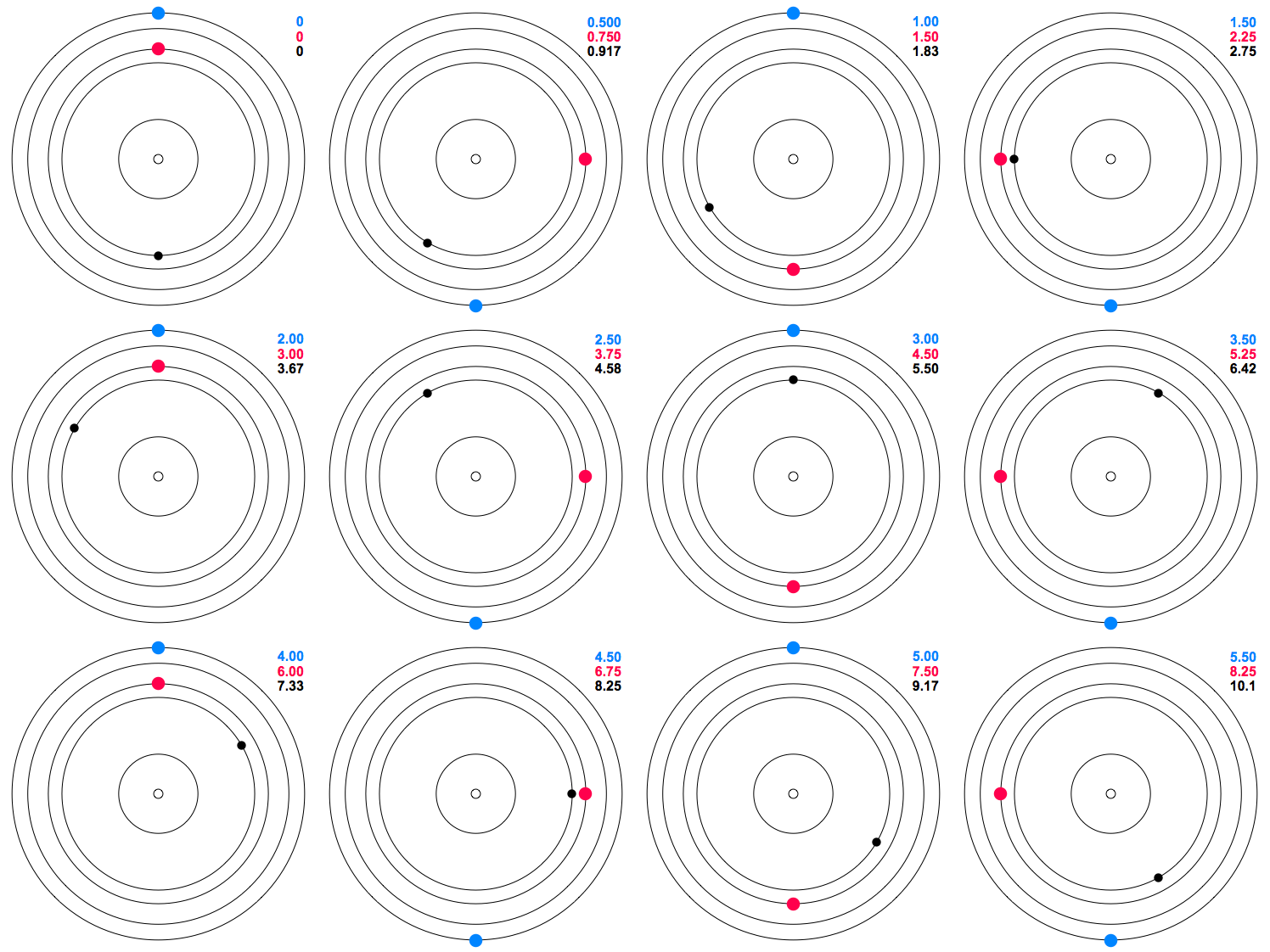
Hydra, Nix și Styx pe parcursul ciclului lor de rezonanțe

Hydra orbitează baricentrul Pluto-Charon la o distanță de 64,738 km (40,226 mi). Hydra este satelitul cel mai exterioar al lui Pluto, orbitând dincolo de Kerberos. Similar tuturor sateliților lui Pluto, orbita lui Hydra este aproape circulară și este coplanară cu orbita lui Charon; toți sateliții lui Pluto au înclinații orbitale foarte scăzute față de ecuatorul lui Pluto.
Orbitele aproape circulare și coplanare ale sateliților lui Pluto sugerează că aceștia ar fi trecut prin evoluții mareice de la formarea lor. La momentul formării sateliților mai mici ai lui Pluto, Hydra poate să fi avut o orbită mai excentrică în jurul baricentrului Pluto-CharonOrbită actuală circulară a lui Hydra ar fi putut fie cauzată de amortizarea mareică a excentricității orbitei lui Hydra, prin interacțiunile mareice ale lui Charon. Interacțiunile mareice reciproce ale lui Charon pe orbita lui Hydra l-ar determina pe Hydra să-și transfere excentricitatea orbitală către Charon, determinând astfel orbita lui Hydra să devină treptat mai circulară în timp.
Hydra are o perioadă orbitală de aproximativ 38,2 de zile și rezonează cu alți sateliți ai lui Pluto. Hydra este într-o rezonanță orbitală de 2:3 cu Nix și o rezonanță de 6:11 cu Styx (raporturile reprezintă numărul de orbite finalizate pe unitatea de timp; raporturile perioadelor sunt inverse). Ca rezultat al acestei rezonanțe de trei corpuri asemănătoare rezonanței Laplace, are conjuncții cu Styx și Nix într-un raport de 5:3.
Orbita lui Hydra este aproape de o rezonanță orbitală de 1:6 cu Charon, cu o discrepanță de timp de 0.3%. O ipoteză care explică rezonanța aproapiată sugerează că rezonanța a apărut înainte de migrarea către exterior a lui Charon după formarea tuturor celor cinci sateliți cunoscuți și este menținută de fluctuația locală periodică de 5% a intensității câmpului gravitațional Pluto-Charon.

## Explorare
Sonda spațială New Horizons a vizitat sistemul Pluto și l-a fotografiat pe Pluto și pe sateliții săi în timpul zborului său pe 14 iulie 2015. La momentul zborului New Horizons, Hydra se afla în spatele lui Pluto și era mai departe de New Horizons la cea mai mare apropiere. Distanța mai mare a lui Hydra față de New Horizons a dus la imagini cu rezoluție mai mică cu Hydra. Înainte de zbor, Long Range Reconnaissance Imager de la bordul New Horizons a efectuat măsurători ale mărimii lui Hydra, estimând Hydra la aproximativ 45 km (28 mi) în diametru. Compoziția suprafeței lui Hydra, reflectivitatea și alte proprietăți fizice de bază au fost măsurate ulterior de New Horizons în timpul zborului.
Prima imagine detaliată cu Hydra a fost primită de la sonda spațială New Horizons pe 15 iulie 2015, după zbor. Prima imagine detaliată cu Hydra, luată de la o distanță de 640.000 km (400.000 mi), părea să arate variații de luminozitate și o zonă circulară întunecată de 10 km (6,2 mi) în diametru. Imaginile cu cea mai mare rezoluție cu Hydra au fost luate de la o distanță de 231.000 km (144.000 mi), cu o rezoluție a imaginii de 1,2 km (0,75 mi) per pixel. Derivat din acele imagini, Hydra a primit o estimare aproximativă a mărimii sale de 55 × 40 km (34 × 25 mi).